# Свети Атанасий (Тиолища)
„Свети Атанасий“ (на гръцки: Αγίου Αθανασίου) е възрожденска православна църква, разположена край костурското село Тиолища, на гръцки Тихио, Костурско, Гърция.

## Местоположение
Църквата е разположена на 2 km западно от Тиолища и е всъщност енорийската църква на бившето село Лъка, което е изоставено в края на XIX век. 

## История
Храмът е построен в 1858 година според ктиторския надпис и има ценни стенописи.
| „ | + Αρχιερατεύοντος του πανιερωτάτου Αγίου Νικιφόρου Κ(αστορίας) ιστορήθη ο θείος ούτος και ιερός ναός επ' ονόματι του Αγίου Αθανασίου της χώρας καλουμένης Λήκα δια δαπάνης και εξόδων κ(υρίου) Ίλκου εφημερίου δε Πλ. εκ Σιστέυο και επιτροπεύοντος κ(υρίου) Ρίστο και πάντον των χρυστιανών ιστορίθη δε δια χειρός Τω: Ζ: Καστορίας 1858 Μαΐου 15 При архиерейството на пресветия Никифор К(остурски) изгради се божествения този и свети храм на името на Свети Атанасий в селото, наречено Лика със средствата и разходите на г(осподин) Илко ефимерий и Пл. от Шестево и епитропството на г(осподин) Ристо и всички християни изписа се от ръцете на То: З: Костур 1885 май 15 | “ |

В храма са запазени ценни стенописи и оригинален възрожденски иконостас от XIX век.